# Terremoto di Sora del 1654
Il terremoto di Sora del 1654 è stato un evento sismico verificatosi il 24 luglio 1654 nella valle del Liri, al confine tra il Regno di Napoli e lo Stato pontificio. Il sisma ebbe una magnitudo momento di 6.3 ed un'intensità compresa tra il IX e il X grado della scala Mercalli.

## Eventi sismici
(Scritta dipinta in via della Rocca, a Villa Santo Stefano)
Il terremoto si verificò nella notte tra il 23 e il 24 luglio, alle ore 00:25 (vale a dire tra le 5 e le 6 dell'ora italica), con epicentro nella Terra di Lavoro nei pressi di Casalvieri. Fece registrare una magnitudo momento di 6.3 ed un'intensità compresa tra il IX e il X grado della scala Mercalli.
Il sisma venne distintamente avvertito anche a Roma e Napoli.

## Danni e vittime
I danni del sisma si propagarono principalmente nel Ducato di Sora, colpendo anche il frusinate, nel Lazio meridionale, e la Marsica, in Abruzzo, con effetti molto differenziati probabilmente in virtù delle diverse caratteristiche geomorfologiche dei singoli borghi.
Risultarono completamente devastati i centri di Casalattico, Civitavecchia di Arpino, Piedimonte San Germano, Posta Fibreno e Santopadre nel sorano e Opi nell'aquilano. Altri centri che subirono gravi danni furono Alvito, Aquino, Arce, Arpino Atina, Balsorano, Casalvieri, Belmonte Castello, Boville Ernica, Castelliri, Isola del Liri, Monte San Giovanni Campano, Pescosolido, Pontecorvo, Roccasecca, Sora e Veroli.
Arpino conteggiò inoltre il più grande numero di vittime, 115; a Casalattico vi furono 48 morti e 60 feriti, mentre ad Opi si registrarono 45 vittime e 50 feriti. Complessivamente, l'evento sismico fece registrare circa 200 vittime.